# 광주인성고등학교
광주인성고등학교(光州仁星高等學校)는 대한민국 광주광역시 남구 송하동에 위치한 사립 고등학교이다.

## 학교 연혁
- 1973년 6월 20일 : 광주인성고등학교 설립인가
- 1974년 3월 5일 : 개교 및 제1회 입학식 거행, 초대 교장 김인곤 박사 취임
- 1986년 12월 12일 : '호심학원(湖心學園)' 으로 법인 명칭 변경
- 1988년 11월 5일 : 진월동에서 송하동으로 교사 신축 이전
- 1991년 7월 1일 : '인성학원(仁星學園)' 으로 법인 명칭 변경
- 2002년 10월 16일 : '수준별 수업' 시범학교 운영보고
- 2011년 3월 3일 : 광주광역시 지정 아름다운학교 선정 인증패 수여
- 2012년 5월 3일 : 인조잔디구장 및 다목적 운동장 개장
- 2024년 3월 1일 : 제13대 교장 이경기 선생 취임
- 2024년 8월 22일 : 제5대 류혜경 이사장 취임
- 2025년 2월 19일 : 제49회 졸업식(총 졸업생 22,043명)
- 2025년 3월 5일 : 제52회 입학식

## 참고 자료
- 광주인성고등학교 - 한국교육학술정보원 학교알리미